# Право на жизнь с момента зачатия

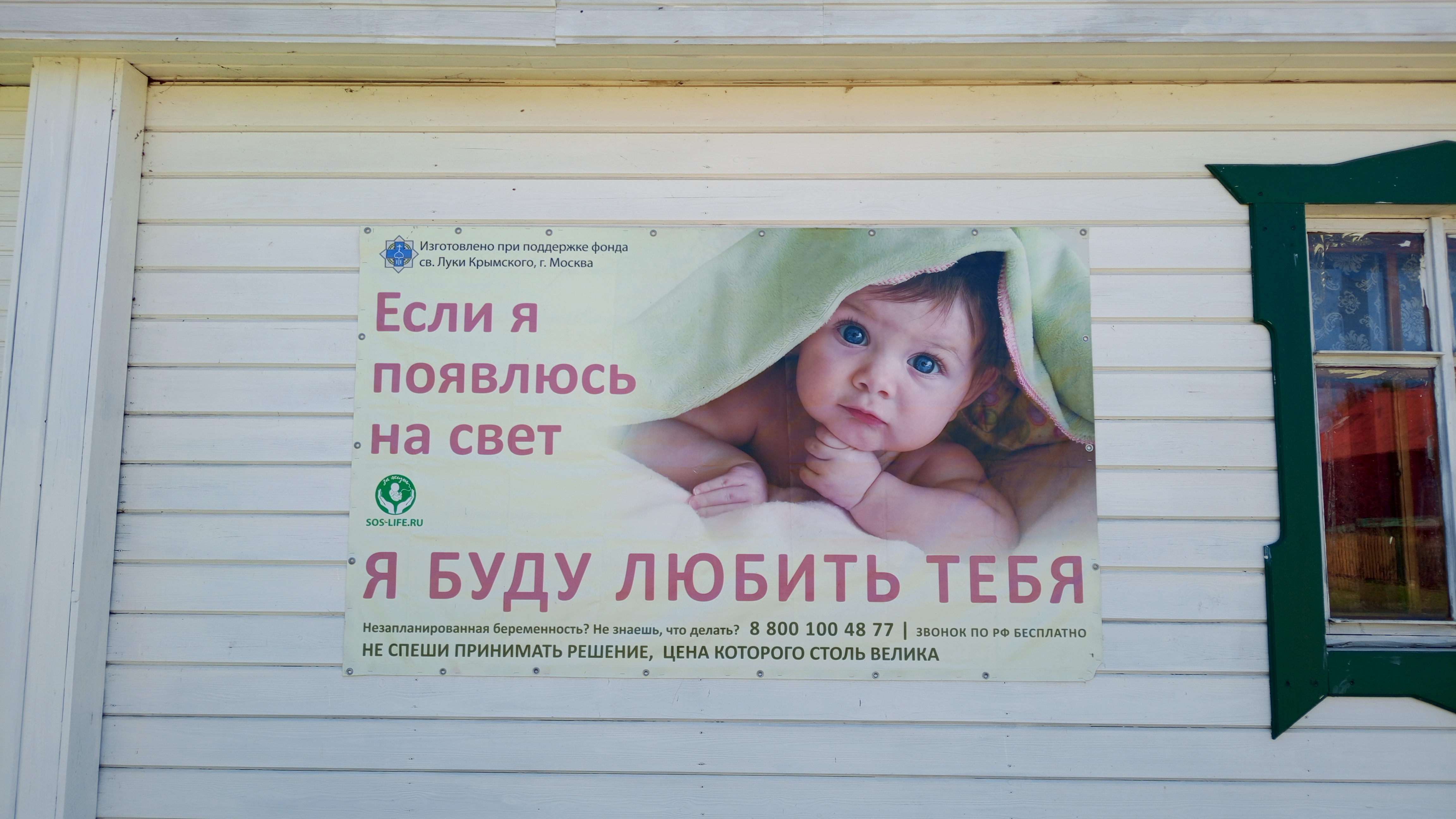
Если я появлюсь на свет, я буду любить тебя

Право на жизнь с момента зачатия — признаваемое некоторыми странами право эмбриона. Обусловливается представлениями о том, что человеческий эмбрион обладает всеми человеческими правами, а человеческая жизнь свята и неприкосновенна с момента зачатия.
В качестве синонимов используются термины право на жизнь нерождённого и право ребёнка на рождение.

## Основные сведения

### Момент возникновения права на жизнь
Поскольку право на жизнь входит в число естественных неотчуждаемых прав человека, вопрос о том, когда возникает право на жизнь, крайне важен для уголовного и гражданского права и для правовой науки в целом.
В основе одного из возможных подходов лежит представление об эмбрионе как начале новой жизни, а не части организма матери, ибо человек как новое существо (биологический индивидуум) возникает сразу после слияния родительских половых клеток. Консервативные защитники прав эмбриона ссылаются на неприкосновенность и «святость» человеческой жизни с момента зачатия. По их мнению, эмбрион обладает всеми правами, свойственными рождённому человеку, а аборт они называют убийством того, кто может стать личностью. Противоположностью является либеральная позиция, согласно которой мать имеет право выбора судьбы эмбриона.

### Правовые последствия
Признание права на жизнь с момента зачатия имеет серьёзные правовые последствия, включающие, в числе прочего, запрет на использование эмбриона или его тканей для медицинских исследований.

## Примеры
Право на жизнь с момента зачатия (право на жизнь нерождённого) внесено в Конституцию Венгрии. Тем не менее, несмотря на добавление в Конституцию Венгрии утверждения о «праве на жизнь с момента зачатия», аборты в Венгрии остаются легальными. Ранее это право присутствовало и в Конституции Ирландии. В 2018 году Восьмая поправка к Конституции Ирландии, признающая «право на жизнь нерождённого» была отменена и аборты в Ирландии были легализованы.
На постсоветском пространстве можно назвать частично признанную Абхазию, законодательство которой признаёт право на жизнь нерождённого ребёнка с момента зачатия и запрещает искусственное прерывание беременности.